# La Légende d'Ulenspiegel
La Légende d'Ulenspiegel (titre complet : La Légende et les Aventures héroïques, joyeuses et glorieuses d'Ulenspiegel et de Lamme Goedzak au pays de Flandres et ailleurs) est un roman de 1867 de l'auteur belge Charles De Coster. Basé sur la figure littéraire de Till l'Espiègle, il raconte les aventures allégoriques du farceur flamand, Thyl Ulenspiegel, juste avant et pendant la révolte néerlandaise contre la domination espagnole des Pays-Bas.

## Contexte

### Dans la littérature duXIXesiècle
De Coster, à l'instar des frères Grimm ou du finlandais Elias Lönnrot, est l'un des nombreux écrivains nationalistes du xixe siècle à avoir utilisé, et considérablement adapté et modifié, des contes populaires préexistants. Dans La Légende d'Ulenspiegel, c'est le personnage de Till l'Espiègle, dont les aventures ont été écrites pour la première fois en 1510 et se sont déroulées dans la Basse-Saxe du XIVe siècle, qui est transposé dans l'espace et dans le temps, pour en faire un héros protestant de l'époque de la guerre d'indépendance des Pays-Bas.

### Dans l'œuvre de Charles De Coster
De Coster se tourne pour la première fois vers l'image d'Ulenspiegel en 1856, quand, avec l'artiste Félicien Rops, il fonde l'hebdomadaire Uylenspiegel, d'abord une publication purement divertissante, qui devient dès le début des années 1860 le porte-parole de la gauche libérale. À Uylenspiegel, De Coster se prononce contre la réaction catholique, le colonialisme (y compris celui mené par Napoléon III), pour défendre les droits des Flamands à l'autonomie gouvernementale et les travailleurs en grève.
En 1858, le livre de De Coster Légendes flamandes est publié, anticipant thématiquement La Légende d'Ulenspiegel. Déjà dans ce recueil, l'influence du romantisme français et allemand, et l'intérêt pour le folklore national, et l'amour pour le mysticisme, combinés à la capacité de présenter le thème surnaturel dans une tonalité comique réduite, sont perceptibles. Le recueil Contes brabançons, publié en 1861, combine également des éléments de satire réaliste, de sentimentalisme et de symbolisme mystique, qui apparaîtront plus tard dans La Légende d'Ulenspiegel.
Les difficultés financières, qui ont contraint De Coster à entrer au service des archives, lui ont ainsi ouvert l'accès à des chroniques anciennes et à de nombreux documents historiques, lui permettant de recréer de manière fiable l'image de l'époque de la Révolution hollandaise dans la Légende.

## Personnages
Les protagonistes du roman sont :
- Thyl Ulenspiegel : basé sur le personnage du farceur Till l'Espiègle, le personnage du roman devient un héros protestant pendant la révolte des Pays-Bas, lors de laquelle les habitants de la Flandre natale de l'auteur ont joué un rôle important, bien qu'elle-même soit restée sous la domination espagnole. Selon les mots de Romain Rolland, Ulenspiegel est « gueux des Flandres, le fils de Claes, le bon manouvrier, le champion de sa race et son libérateur, qui la venge par le rire, qui la venge par la hache »[3]. Il se démarque par son esprit extraordinaire, sa persévérance, son entreprise, son audace, ainsi que l'absence d'égoïsme et d'individualisme[1]. Son nom est un mot-valise formé par le néerlandais hibou (uil) et miroir (spiegel), qui représentent la sagesse et la comédie[4].
- Lamme Goedzak : camarade d'Ulenspiegel, Lamme Gudzak, gros et débonnaire, joue le rôle d'une sorte de Sancho Panza, et dans un sens allégorique agit comme le « sel de la terre flamande ». Si Ulenspiegel représente « l'esprit des Flandres », De Coster dit de Lamme Goedzak qu'il est le « ventre des Flandres »[1],[5]. Il est marié à Calleken Huybrechts, en fuite.
- Claes : le père de Thyl, charbonnier industrieux, gentil et honnête.
- Soetkin : la mère de Thyl, douce et courageuse.
- Nele : la bien-aimée de Thyl, tendre et aimante.
- Kathleen : la mère de Nele, « sorcière » torturée jusqu'à la folie[5].

Les antagonistes du roman sont la noblesse espagnole, dirigée par le roi Charles Quint et l'infant, puis le roi Philippe II (qualifié d'« araignée couronnée ») et le clergé catholique. Contrairement aux personnages positifs, ils ont peu de traits individuels : ils sont mis en évidence comme des porteurs du mal, sans visage, unis par plusieurs caractéristiques communes, telles que la cupidité et l'indifférence à la souffrance des victimes, qui peut se transformer en plaisir sadique à se moquer d'elles.

## Intrigue

### Contexte historique
La Légende d'Ulenspiegel, qui suit de nombreux événements historiques de la guerre de Quatre-Vingts Ans, est divisée en cinq livres et est précédée d'une préface.
Les cinq livres couvrent les périodes suivantes :
- 1527-1559, sous l'empereur Charles Quint, dès la naissance de Philippe II d'Espagne
- 1559-1567, sous Marguerite de Parme
- 1567-1571, sous le duc d'Albe, début de la révolte hollandaise
- 1571-1573, toujours sous le duc d'Albe
- 1573-1584, avec l'Union de Bruxelles (1576), l'Union d'Utrecht (1579), la déposition du roi (1581) jusqu'à l'assassinat de Guillaume d'Orange.

### Préface du Hibou
Dans la préface, le hibou Bubulus Bubb s'adresse à Charles De Coster, et lui adresse une série de reproches.
Après avoir établi l'étymologie du nom Ulenspiegel (formé des mots hibou et miroir), Bubulus Bubb se défend d'être un « un ami des ténèbres, au vol silencieux, & qui tue sans qu’on l’entende venir, comme la Mort ». Selon lui, cette définition convient mieux aux hommes : « De quoi vit votre politique depuis que vous régnez sur le monde ? D’égorgements & de tueries. »
Bubulus critique ensuite l'auteur pour son parti pris unilatéral avec les Gueux et sa mauvaise appréciation des Espagnols : « Poëte criard, tu tapes à tort & à travers sur ceux que tu appelles les bourreaux de ta patrie », mais « [t]es perſonnages principaux sont des imbéciles ou des fous ». Le hibou leur préfère « tes soudards eſpagnols, tes moines brûlant le populaire, ta Gilline, eſpionne de l’Inquiſition, ton avare poiſſonnier, dénonciateur & loup-garou, ton gentilhomme qui fait le diable la nuit pour séduire quelque niaiſe ».
Bubulus avertit le poète et lui conseille la prudence : il aurait mieux valu laisser les rois Charles et Philippe reposer dans leur tombe, car une « censure attentive » chercherait des allusions aux dirigeants contemporains à la parution du livre. Il n'aurait pas dû prendre le risque de provoquer les trompeurs du monde avec les audaces son style auprès des lecteurs gâtés par des histoires d'amour élégantes écrites « comme il faut ».

### Livre I

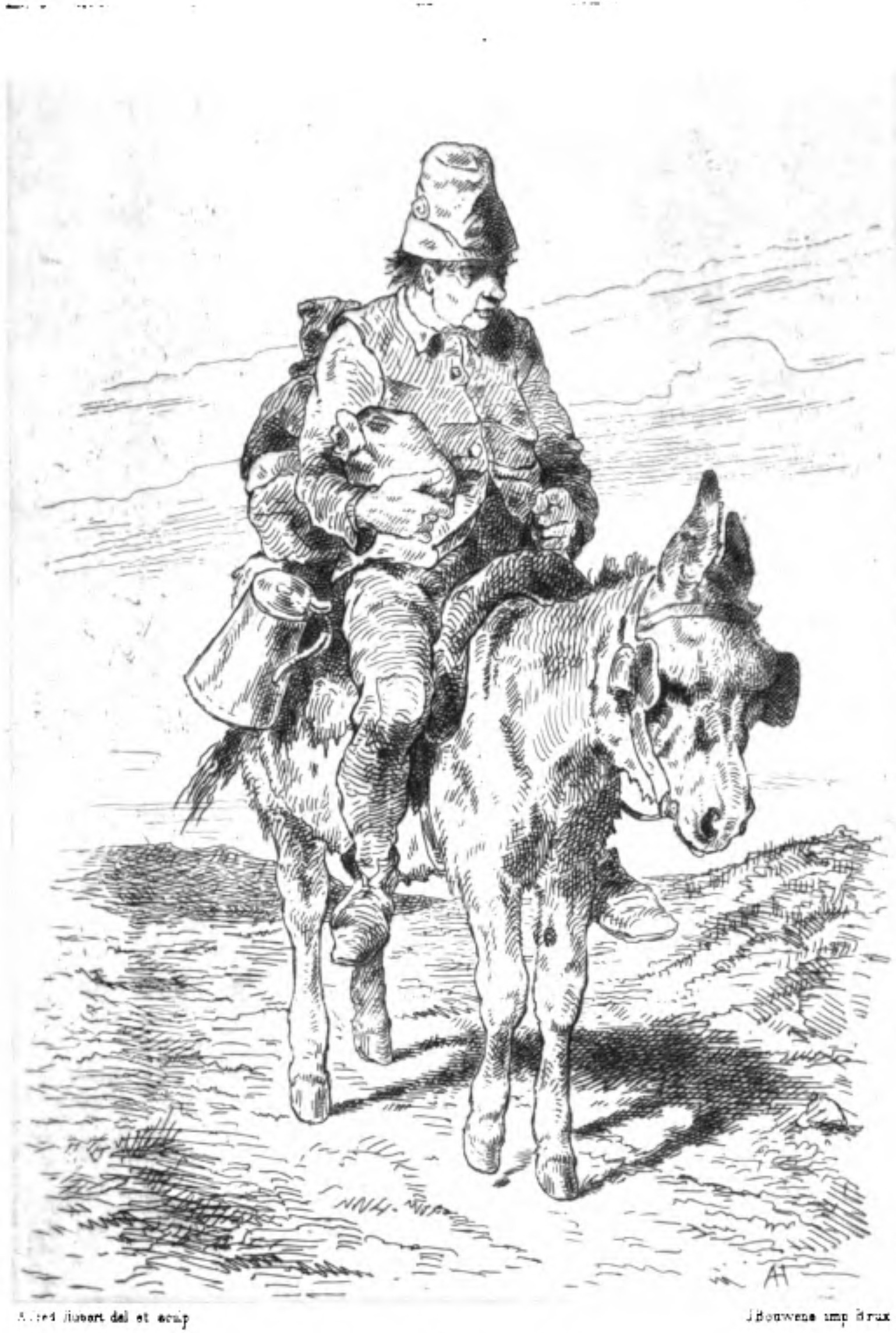
Claes et Thyl (Alfred Hubert)

#### Aventures de Thyl
Thyl Ulenspiegel est né à Damme, en Flandre, fils du charbonnier Claes et de sa femme Soetkin, et a été baptisé le même jour que Philippe d'Espagne (1527). La sage-femme, Katheline, prophétise la vie des deux garçons : Philippe deviendra un bourreau, tandis qu'Ulenspiegel aura le cœur bon.
Enfant, Thyl montre déjà son comportement effronté envers les adultes et leur joue des farces, en montrant, par exemple, ses fesses nues à un groupe de pèlerins ou, sous prétexte d'exécuter un numéro de corde raide pour le public, en jetant les chaussures des spectateurs dans la foule et en déclenchant une bagarre.

Il est pris en apprentissage chez divers artisans, mais est toujours rapidement licencié parce qu'il fait l'idiot, prend les commandes au pied de la lettre et ignore délibérément le contexte ou les termes techniques. Il préfère de beaucoup apparaître dans les foires, tromper les voleurs de ruches, corrompre les prêtres catholiques ou passer du temps avec Nele. Ils s'aiment, mais Nele est triste de la légèreté et du comportement erratique de Thyl. Elle est la fille de la voisine célibataire, Katheline, qui est tombée dans la rivière lors du baptême de Thyl et a ensuite été accusée d'être la fiancée du diable, torturée et emprisonnée. Après sa libération, elle retourne chez elle, handicapée physiquement et mentalement confuse, s'imaginant qu'elle est visitée la nuit par un démon, son bien-aimé Hanske.

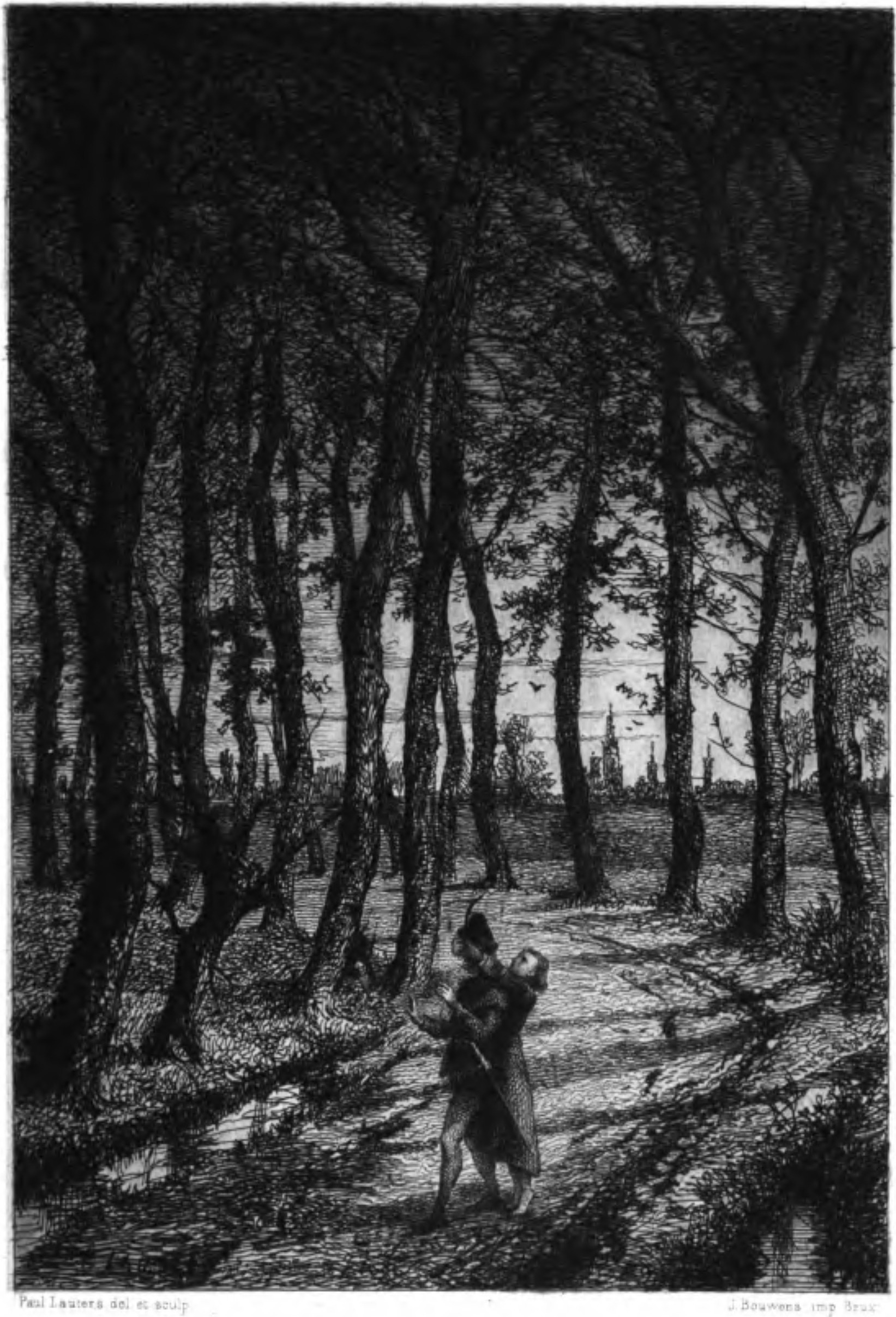
Thyl et Nele (Paul Lauters)

Pendant ce temps, la Flandre souffre d'une oppression croissante. L'empereur Charles Quint ordonne l'éradication de « l'hérésie » protestante. En plus des procès de sorcières, Thyl et son père ont également connaissance d'autres perfidies du clergé catholique, notamment les lettres d'indulgence, qui ont fait de Claes un critique du pape et un partisan de l'Église réformée. Parce qu'Ulenspiegel a dit publiquement que les messes funéraires ne profitent qu'au clergé payé par les proches, il est condamné à trois ans d'exil et doit faire un pèlerinage à Rome pour demander pardon au pape.
Pour s'y rendre, il parcourt les Pays-Bas et l'Empire germanique en jouant ses farces : à Hambourg, il vend aux marchands des « graines prophétiques » à base de fumier de cheval censées produire des effets miraculeux ; dans une auberge de Bamberg, il feint de comprendre qu'il sera payé s'il mange (« veux-tu manger pour ton argent ? »). Suivant les instructions d'un boulanger (« Blute la farine au clair de lune »), il tamise la farine sur le sol éclairé par la lune.
Son amour pour Nele ne l'empêche pas de flirter avec des femmes pendant le voyage, ce qui lui permet souvent de profiter gratuitement du gîte et du couvert. À Rome, par exemple, il flatte sa logeuse pour sa beauté et lui parie cent florins que le pape lui parlera, ce qu'il obtient en tournant délibérément le dos au pape, debout à l'autel pendant la messe.

Ayant obtenu son certificat d'absolution, Thyl entame son voyage de retour. À Darmstadt, il accroche une toile blanche dans le château et informe les invités que seuls ceux de la vraie noblesse peuvent voir le tableau : tous affirment apprécier la peinture invisible. À Nuremberg, il se fait passer pour un grand médecin. À Vienne, il prend une fois de plus les instructions de son patron au pied de la lettre (« En meſure, criait-il toujours, suivez avec les soufflets ! ») et emporte le soufflet avec lui.

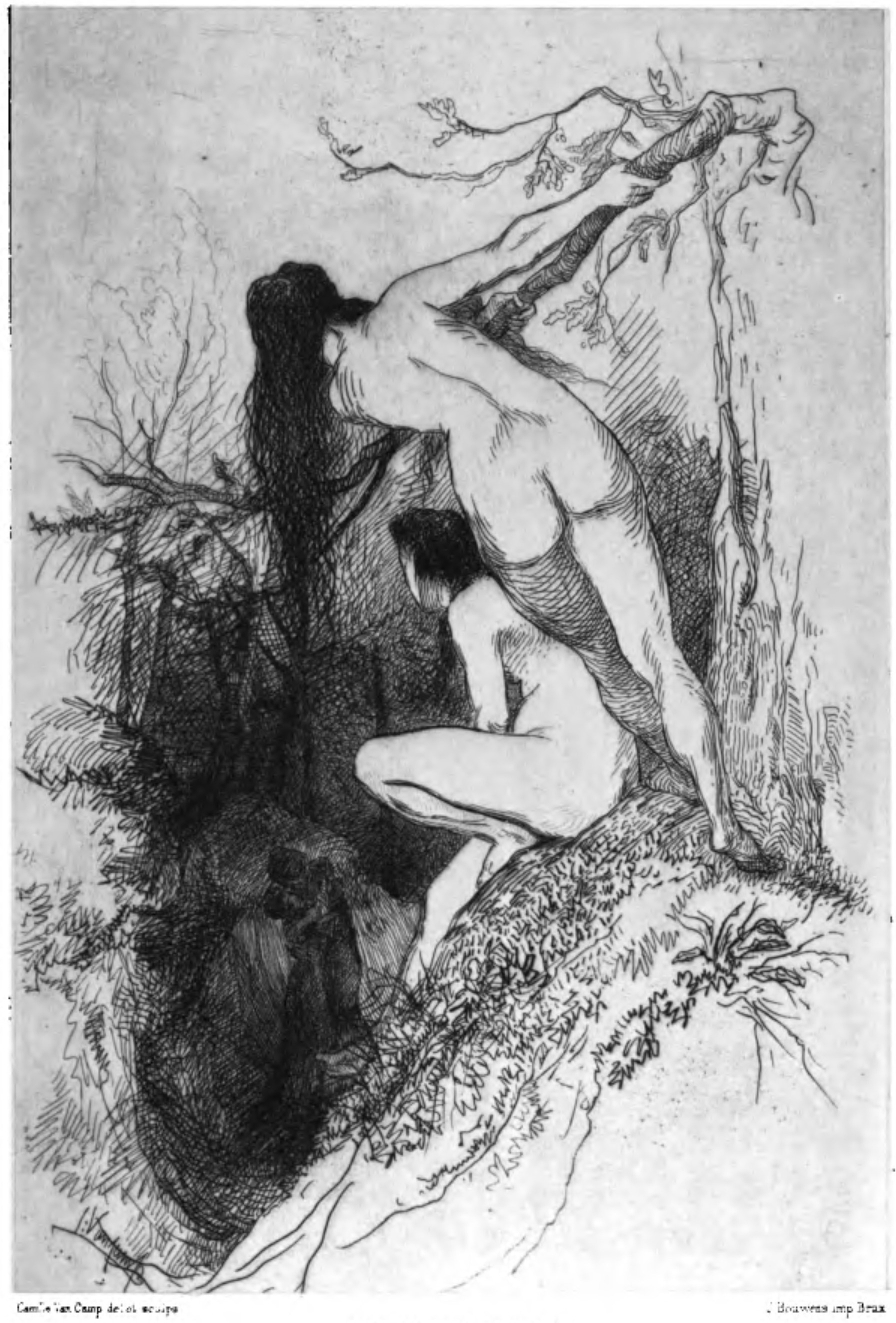
Le rêve érotique de Nele et Thyl (Camile van Camp)

À son retour à Damme, Thyl retrouve ses parents dans une situation désespérée. Son père Claes a été arrêté pour ses sympathies protestantes après que le poissonnier cupide Jost Grypstuiver l'a dénoncé d'avoir hébergé un protestant. En récompense de cette dénonciation, ce dernier a droit à une partie des biens de sa victime. Dans le procès de l'Inquisition, Claes est reconnu coupable et est brûlé sur le bûcher. Le trésor de pièces que Thyl enfouit à temps dans le jardin n'ayant pas été retrouvé dans la maison, le poissonnier exige qu'Ulenspiegel et sa mère Soetkin soient interrogés sous la torture. Malgré de terribles tourments, ils ne trahissent rien et sont acquittés. Entretemps, quelqu'un découvre la cachette et déterre l'argent la nuit. Soetkin meurt de chagrin peu de temps après l'exécution de son mari. Thyl recueille les cendres du cœur de son père et les porte dans un sachet sur sa poitrine.
Avant de dire au revoir à Nele et de quitter Damme pour résister à l'oppression espagnole, il pousse le poissonnier dans un canal, qui survit toutefois à l'attaque. Katheline, une experte en drogue, prépare une potion magique pour Thyl et Nele pour leur nuit de noces, ce qui déclenche des hallucinations érotiques. Ils volent à travers des paysages surréalistes et rencontrent des filles de fleurs nues, des contes de fées et des personnages légendaires. Lucifer, roi du printemps, confie à Thyl la tâche de trouver les Sept et la Ceinture.

#### Charles Quint et Philippe II

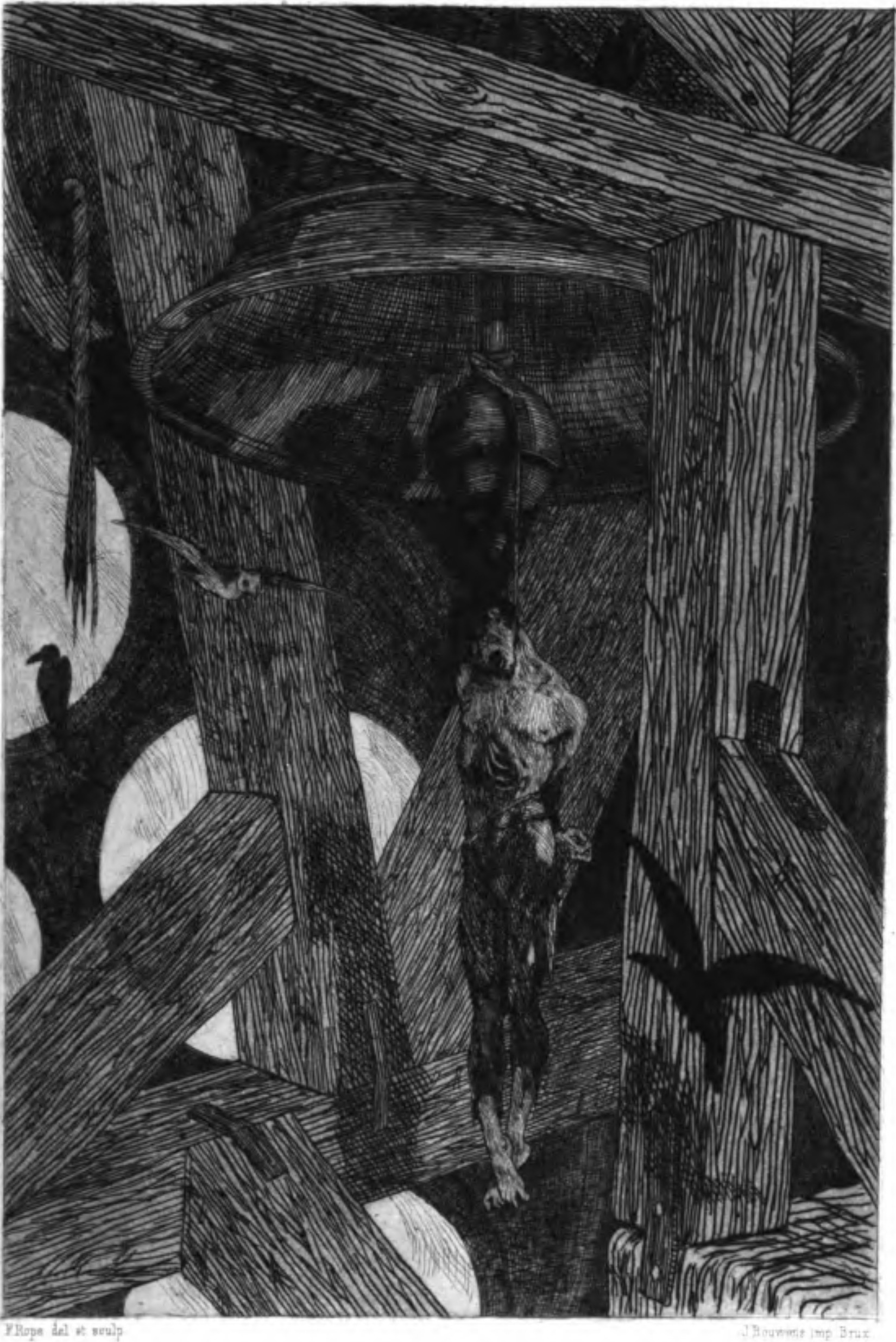
Dans le roman, Charles Quint fait pendre un rebelle au battant de la à Gand (dessin de Félicien Rops)

Le contexte historique, la tension entre le gouvernement central et la province de Flandre, et les tentatives de Charles Quint et de son fils Philippe II de supprimer les revendications de liberté religieuse et d'indépendance politique par l'Inquisition et la force militaire sont à plusieurs reprises fondus dans l'histoire d'Ulenspiegel et entrecoupés d'inventions de l'auteur : en partie par une intrigue de Charles Quint et Philippe II qui contraste avec celle de Thyl, en partie par l'inclusion dans l'histoire de Thyl, qui peut ainsi être datée : le baptême élaboré de Philippe II (1527), les farces sadiques malveillantes de Philippe, neuf ans, introverti à Valladolid, la solitude de l'Infant et son retrait dans des chambres obscures, sa cruauté sadique envers les animaux, la sexualité perturbée et refoulée des quinze ans envers les femmes et son manque de sympathie pour sa première épouse Marie de Portugal : en même temps qu'elle se mourait après la naissance difficile de leur fils Carlos (1545), lui et sa cour assistèrent à l'exécution par le feu d'un sculpteur flamand accusé par un moine d'iconoclasme.
D'autres scènes historiques sont l'occupation de Gand par Charles en 1539-1540, où il fait retirer la cloche Roeland (nl) en guise de punition, et le mariage de Philippe avec sa seconde épouse, la reine anglaise Maria Tudor (1554). Ils essaient d'engendrer un héritier au trône et se reprochent de ne pas tomber enceinte.

Thyl rencontre également ces personnages historiques dans le roman : lorsque Philippe, 29 ans, visite Anvers en 1556, Ulenspiegel, connu comme un farceur, est censé faire rire l'invité de haut rang lors d'une fête. Il annonce qu'il peut voler comme un oiseau avec sa corde, puis nargue les spectateurs pour avoir cru à de telles absurdités. Beaucoup rient, mais pas Philippe. À Audenaerde, Thyl, nommé trompette de la ville, ne donne pas le signal de l'arrivée de l'empereur Charles Quint, qui doit attendre longtemps devant la porte close.
Charles Quint et Philippe apparaissent encore dans deux visions de Nele et Katheline. Dans une conversation sur les différentes stratégies de maintien au pouvoir, avec l'Inquisition en Espagne et dans la tolérance du protestantisme en Allemagne, Charles Quint est démasqué comme un hypocrite. Avant le Jugement dernier, tandis que Claes est monté au ciel, Jésus condamne Charles Quint à subir tous les supplices subis par ses victimes.

### Livre II
À partir du deuxième livre, l'intrigue est basée sur les événements historiques de la guerre de Quatre-Vingts Ans : par exemple, la soumission de la pétition de la noblesse hollandaise à la régente, la duchesse Marguerite de Parme, à Bruxelles en 1566, qui demande de suspendre les procès d'hérésie et de mettre fin aux conflits religieux, et d'autre part, après l'action diplomatique infructueuse, le Compromis des nobles. Caché dans une cheminée, Ulenspiegel écoute la consultation de Guillaume d'Orange avec son frère Louis de Nassau, le comte d'Egmont, le comte de Hornes et d'autres, à Termonde. Il informe alors le chef du complot, Praet, de la discussion controversée. Thyl devient également personnellement actif et fait appel au chef des Gueux, Henri de Bréderode, et au comte d'Egmont pour lutter contre l'approche des troupes espagnoles.

Dans l'histoire principale, Ulenspiegel traverse les Pays-Bas sur un âne avec les cendres de son père dans un sachet sur sa poitrine. Il est accompagné du gros Lamme Goedzak, connu pour ses excès alimentaires du premier livre, qui cherche sa jeune femme et qui, ce faisant, continue de s'engraisser. D'un côté, Thyl continue sa vie insensée depuis le premier livre, boit et mange beaucoup et se dispute avec les aubergistes pour payer l'addition. Il plaisante avec les gens, plaît aux femmes grâce à son apparence juvénile attrayante, son comportement audacieux, sa flatterie frivole et sa vivacité d'esprit, qui aiment l'accueillir et le divertir comme un amant occasionnel, tandis que Nele l'attend fidèlement à la maison et rejette ses prétendants.

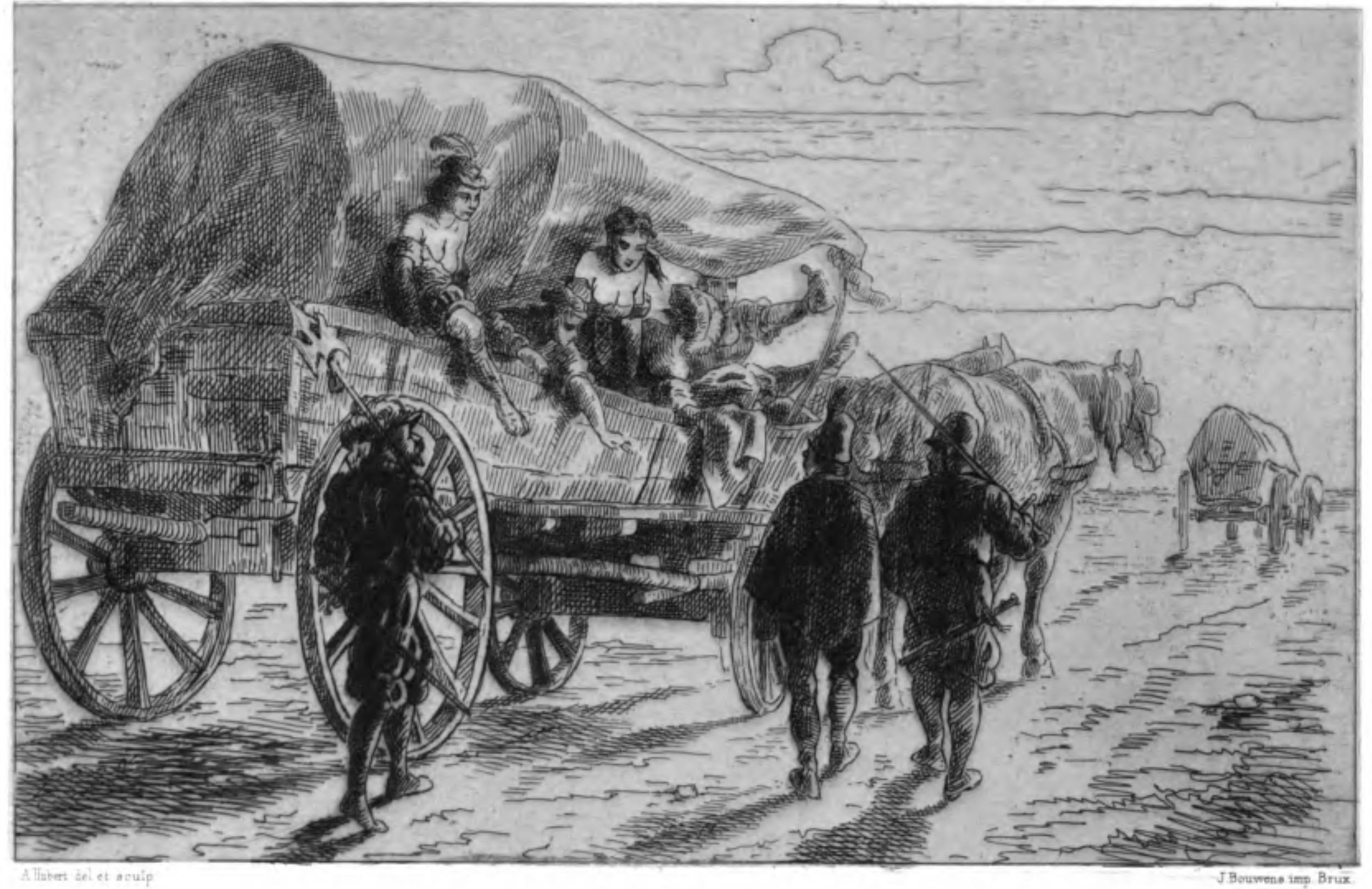
Wagons de prostituées accompagnant les soldats (Alfred Hubert)

D'autre part, Ulenspiegel combine ses ruses astucieuses avec sa lutte contre les forces d'occupation espagnoles et l'Inquisition. Il lie les mouvements autonomistes et protestants autour de l'imprimeur Simon Praet et du docteur Agileus à la noblesse flamande et au peuple pour les gagner à la rébellion contre le roi. L'ambiance dans le pays s'échauffe : les moines prédicateurs insultent les calvinistes et les luthériens. Des agitateurs payés ont pris d'assaut les églises avec des hordes mécontentes en 1566 et ont détruit les retables et les statues : c'est la furie iconoclaste. Ulenspiegel et Lamme parcourent le pays, écoutant les conversations sur les mouvements de troupes espagnoles dans les auberges et les marchés. En flirtant avec la femme du comte de Meghem, fidèle à l'empereur, Ulenspiegel apprend que son mari projette de faire entrer des soldats dans la ville de Bois-le-Duc. Vêtu d'une robe de pèlerin, Thyl se mêle aux troupes qui avancent avec les prostituées, et rejoint Bois-le-Duc, permettant à la ville de se préparer à temps à la défense.

### Livre III

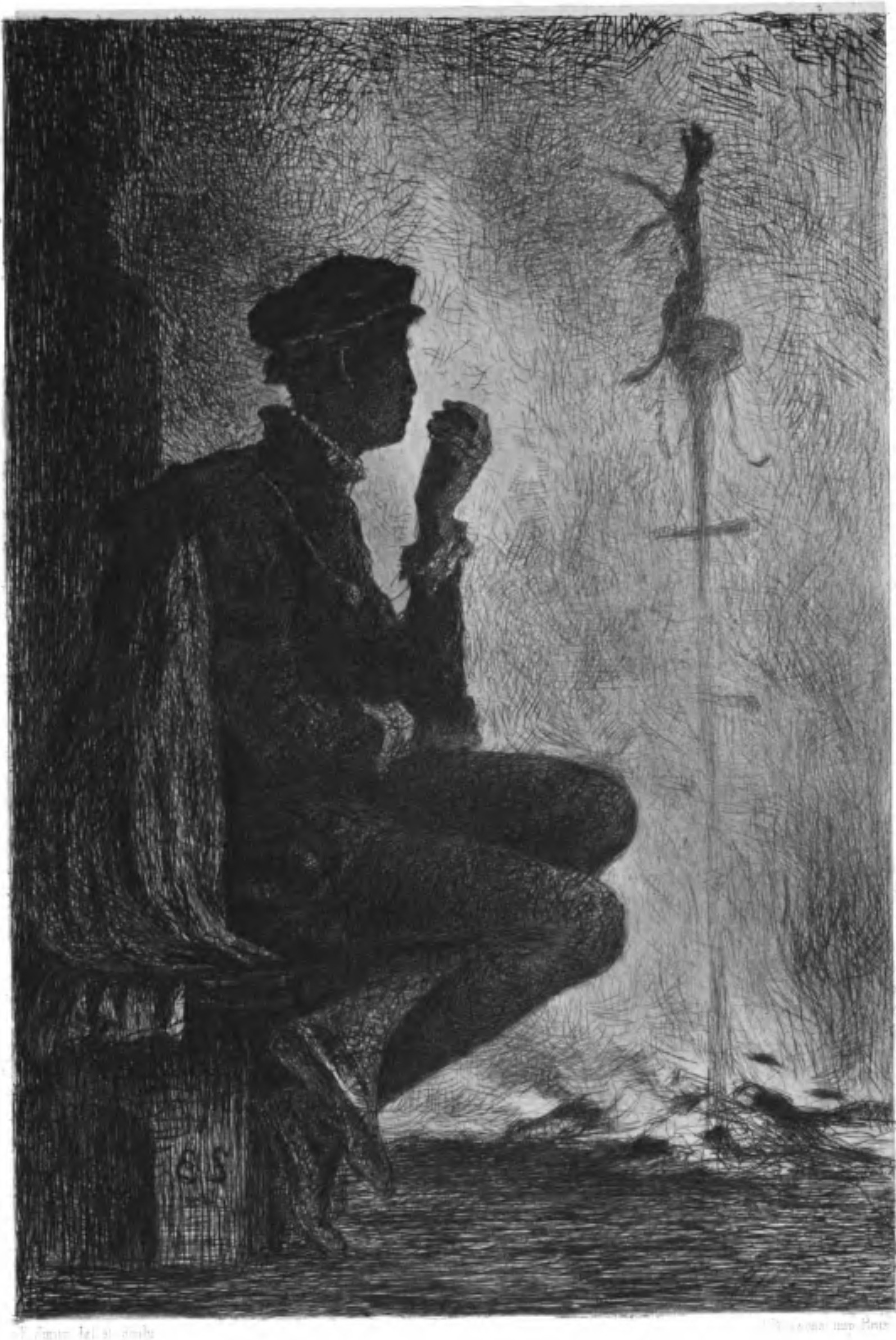
Philippe II brûle un chaton (Eugène Smits)

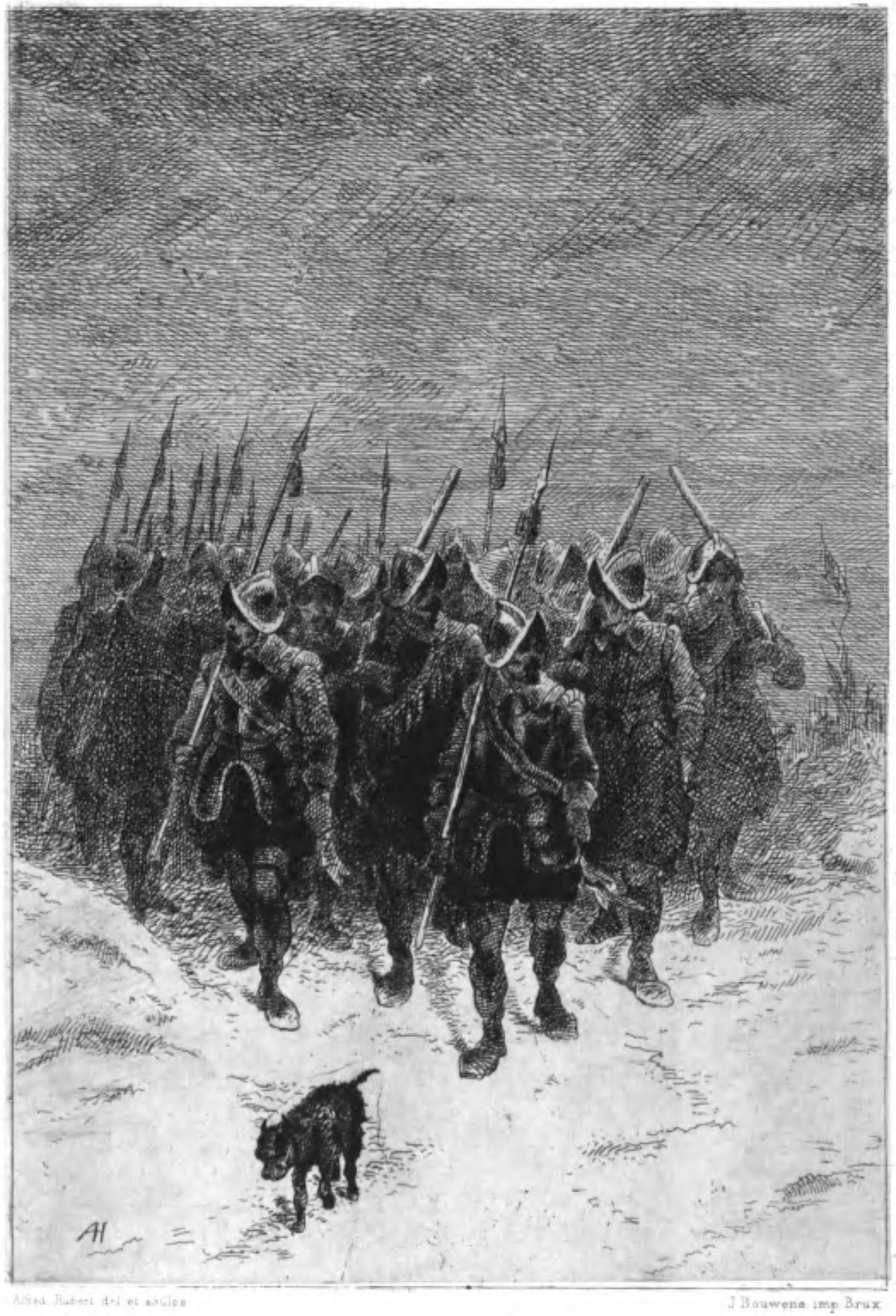
Troupes dans la neige (Alfred Hubert)

Dans ce livre, l'action de Thyl est à nouveau entrelacée avec des événements historiques et des actions de Philippe : avec la cruauté envers les animaux du roi et, en allusion à la conspiration de Babington de 1586, avec l'attaque planifiée de Philippe II avec la Ligue catholique contre la reine anglaise Élisabeth Ire (dans le cadre de la guerre anglo-espagnole de 1585-1604).
Le troisième livre commence par l'avancée du duc d'Albe, nommé gouverneur des Pays-Bas espagnols en 1567, sur Bruxelles et le châtiment des iconoclastes et des nobles réformés accusés de trahison contre le roi. En 1568, sur le Marché aux chevaux, Ulenspiegel, déguisé en bûcheron, assiste à la décapitation d'Egmont et de Hornes (nl), qui ont cru naïvement à la promesse de pardon du duc d'Albe et se sont rendus à lui.
Dans l'histoire principale, Ulenspiegel poursuit son voyage mouvementé à travers les Pays-Bas, accompagné de Lamme, toujours à la recherche de sa femme. Thyl observe les avancées des Espagnols, s'identifie aux sympathisants des Gueux par un trille d'alouette, auquel il faut répondre par le chant du coq, et donne leurs nouvelles, combat les ravisseurs, tue les assassins avant qu'ils n'attaquent le prince. Il crée un réseau souterrain, aide le forgeron Wasteele à Lokeren à fabriquer des armes et organise leur transport vers les Gueux, il recrute des soldats pour Guillaume le Taciturne et appelle à la résistance avec le chant de guerre Slaet op den trommele. Il agit comme un vengeur et, sous une apparence de fantôme, punit le prévôt Spelle le Roux, qui a accusé l'innocent Michielkin d'hérésie et l'a torturé afin de le faire chanter. Il se moque et déjoue le clergé catholique qui s'enrichit en exploitant la croyance des pèlerins aux miracles. Par exemple, à Ypres, il accepte un travail de sacristain auprès d'un prévôt, vide secrètement tout son garde-manger, se sert généreusement et distribue le reste de la nourriture aux pauvres et aux prostituées de la Ketel-Straat. En dehors de la ville de Bouillon, il organise une collecte auprès de pèlerins et fournit les recettes à Guillaume d'Orange pour armer ses troupes toujours plus nombreuses. Tandis le duc d'Albe tente de diviser les réformés avec de faux rapports, Ulenspiegel tue deux Espagnols qui font courir le bruit que Guillaume d'Orange négocie avec l'ennemi. Puis il devient lui-même soldat, se moque d'un mercenaire allemand arrogant avec un duel insensé, bat huit enseignes espagnoles et trois escadrons en tant que commandant de peloton d'une compagnie d'arquebusiers et tue le commandant, Don Ruffele Henricis, le fils du duc. Il parcourt les rangs des opposants munis de faux passeports et les espionne.

Ces aventures dangereuses sont interrompues à plusieurs reprises par des scènes burlesques d'auberge et de prostituées, des blagues grossières, des repas copieux et autres orgies, par exemple lors d'une visite farfelue d'un bordel du quartier de l'Escaut à Anvers, où les entreprenantes filles de plaisir séduisent Lamme, en principe fidèle à sa femme en fuite. Il persuade la prostituée Gilline, qui espionne pour les Espagnols, certains des ravisseurs du duc et leur logeuse collaboratrice Stevenyne de changer de camp en les payant pour travailler désormais pour le prince d'Orange. Dans toutes les scènes, Lamme est le pédant anxieux et comique de l'audacieux Thyl, populaire auprès des prostituées. Le chargeur mosan Stercke Pier, qui passe en contrebande des armes pour les Gueux, laisse gagner Lamme dans un combat qu'il provoque, puis boit avec lui sa victoire et renforce ainsi son estime de combattant. Lors de l'un de ces festins somptueux, ils font parler l'aubergiste ivre, s'informent sur la tentative d'assassinat planifiée contre le Taciturne, attirent trois conspirateurs déguisés en prédicateurs dans une embuscade et leur tirent dessus. Une autre fois, Thyl fait entrer par la ruse des armes dans la ville assiégée de Maastricht.

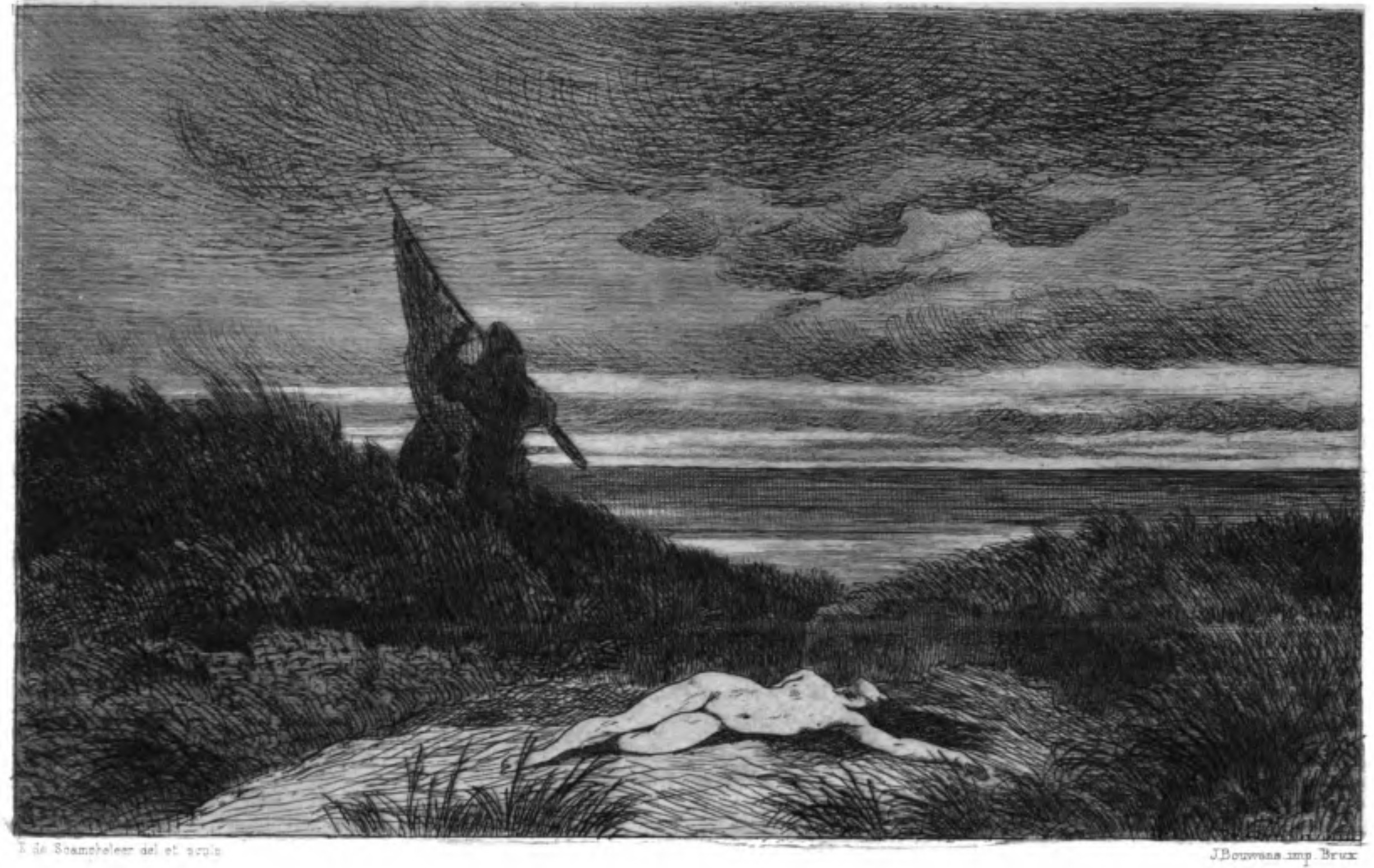
Victime du loup-garou (Edmond de Schampheleer)

À la fin du troisième livre, les deux comparses retournent à Damme. Nele dit à Lamme que sa femme, en tant que catholique à Bruges, mène une vie de dévotion et doit refuser les plaisirs physiques de son mari. On la voit tout de même observer à plusieurs reprises son mari à travers les fenêtres de l'auberge sans qu'il s'en aperçoive.
Depuis un certain temps, des filles et des citoyens riches ont été retrouvés morts avec des morsures de loup à Damme. Les villageois superstitieux croient aux loups-garous et la confuse Katheline, qui croit aux esprits, relie ces fantasmes de loup aux visites nocturnes de son Hanske. Après son arrivée, Ulenspiegel éclaircit la première affaire et Nele peu après la seconde. Thyl lance un piège en fer la nuit et le tueur en série, vêtu d'une peau de loup, entre à l'intérieur. Il s'agit du poissonnier Jost Grypstuiver. Lors de l'interrogatoire, il admet les crimes sans sentiment de culpabilité, car il a été moqué par d'autres et exclu de la communauté dans son enfance. En conséquence, il a développé une haine pour les parents populaires de Thyl et pour tous les humains, et s'est vengé avec ses attaques de loup, avec de longues dents de fer vissées dans son gaufrier en guise de dents. La population exige un châtiment sévère et il est brûlé sur le bûcher.

### Livre IV

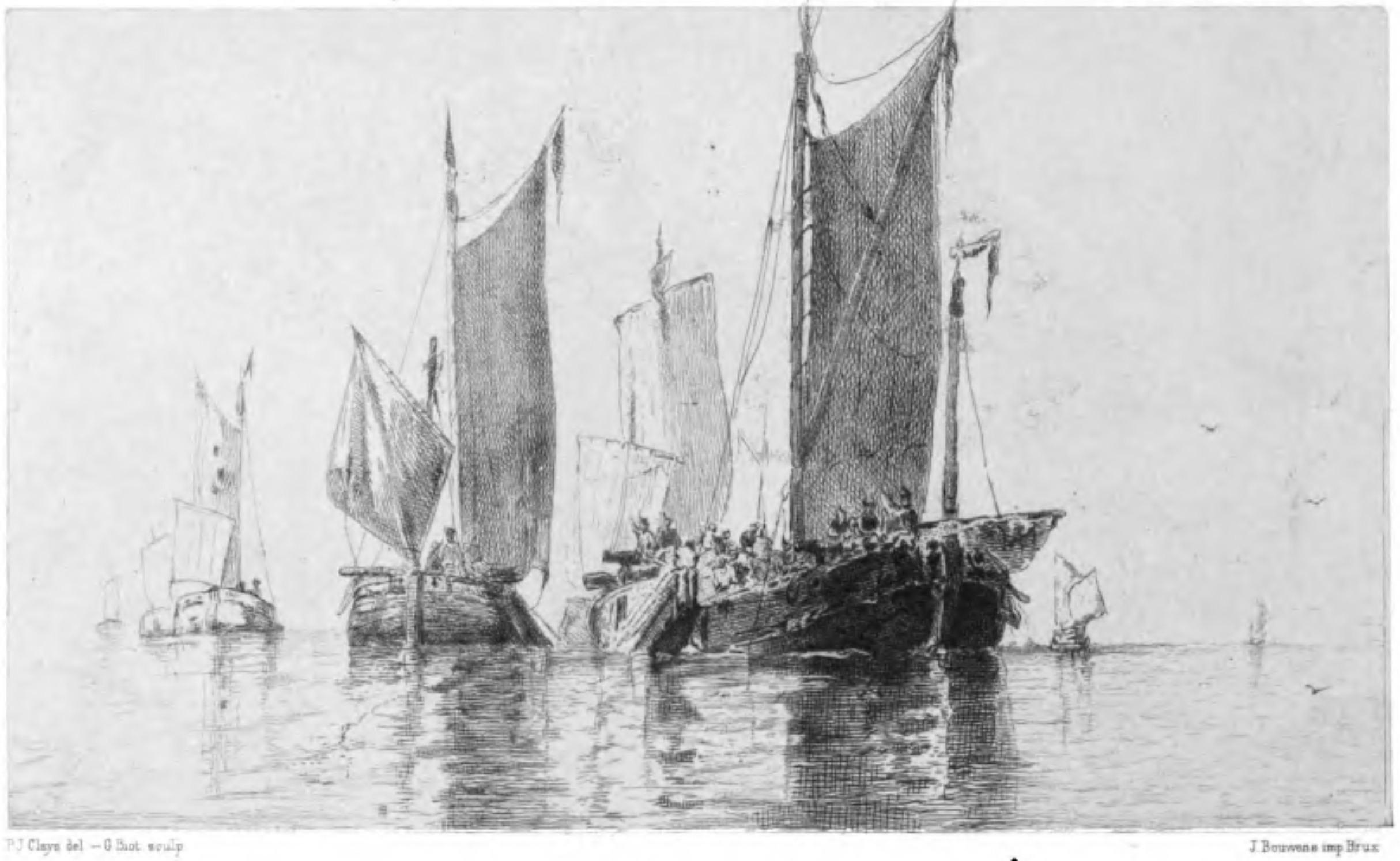
Les Gueux de mer (Paul Jan Clays)

La lutte néerlandaise pour la liberté continue. Après que le soulèvement sur terre a été réprimé par le duc d'Albe et qu'il a imposé de lourdes taxes au pays, Ulenspiegel et ses compagnons rejoignent la flotte rebelle des Gueux de mer et combattent sur la mer : ils détournent des navires espagnols, utilisent le butin pour leur réarmement et conquièrent des villes portuaires des provinces de Zélande et de Hollande depuis la mer. Les références historiques sont la conquête de La Brielle, Gorcum, Flessingue, puis la bataille navale de Flessingue en 1573, lorsqu'une flotte hollandaise empêcha un bombardement au canon de la ville par l'Armada espagnole.

À Damme, Nele élucide le mystère de Hanske, que l'on croyait être le fruit des rêves de sa folle mère. Son amant nocturne et père de Nele est le noble Joost Damman. Il a fait de Katheline, qui était susceptible d'apparitions fantomatiques, l'esclave de ses apparences maquillées en beau démon avec de la drogue mélangée au vin, l'a exploitée et a découvert la cachette des 700 carolus de Claes et les a déterrées. Il a poignardé son ami Hilbert, que Katheline voulait marier à Nele. Katheline a été témoin de ce qu'elle croyait être un incident satanique. Nele profite de la confusion mentale de Katheline et la persuade, soi-disant sur les ordres de Hanske, de conduire le tribunal à l'endroit où le corps de la jeune fille est enterré. Joost avoue et est accusé de meurtre et de sorcellerie, tout comme Katheline pour sa croyance en la magie. Bien que Katheline passe l'épreuve de Dieu dans le canal, elle meurt peu après des suites d'une hypothermie.

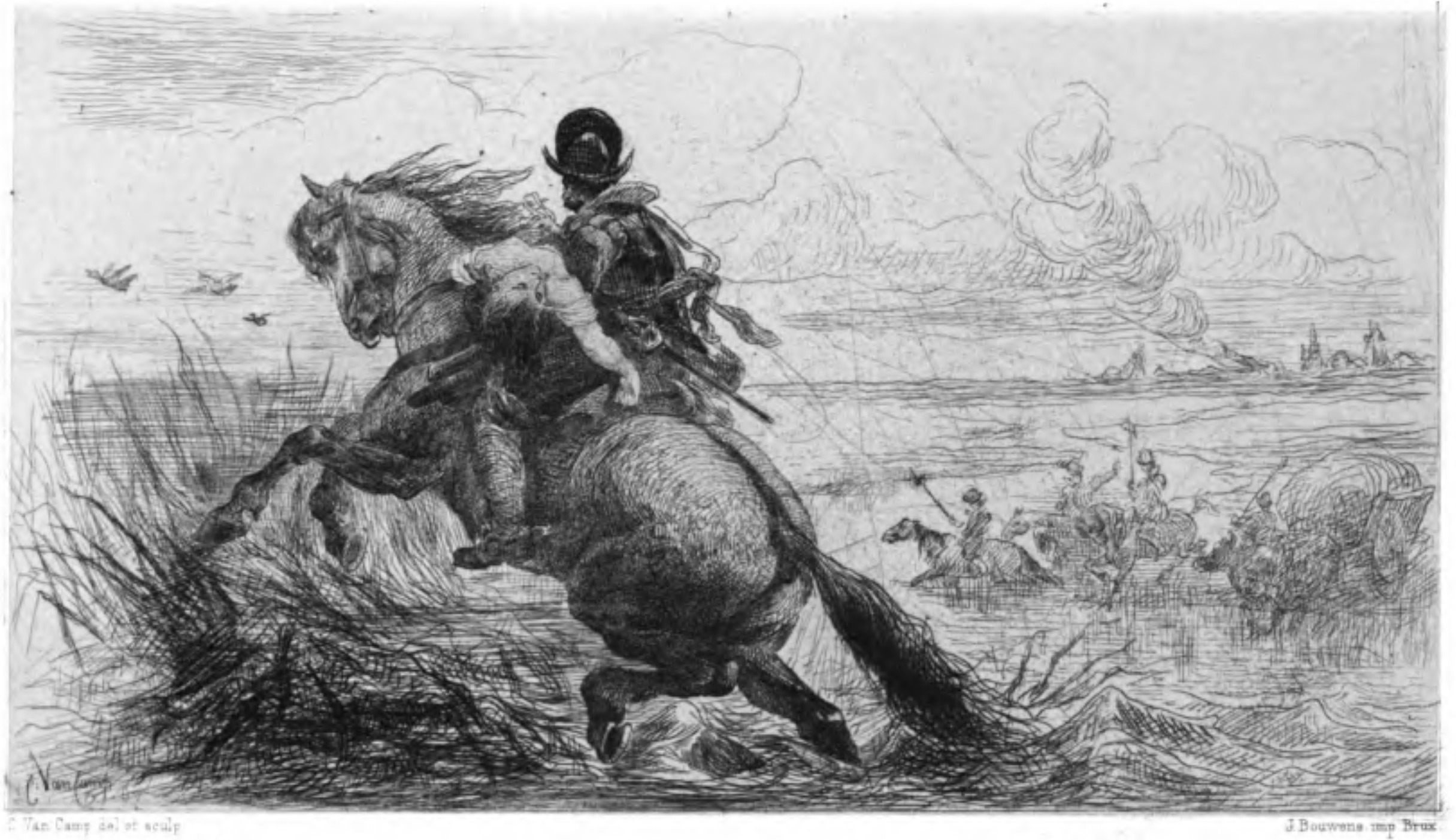
Soldats espagnols (Camille van Camp)

Après la conquête de Gorcum, à laquelle Ulenspiegel et Lamme prirent part sous le commandement du capitaine Marin, les citoyens et soldats enfermés dans la citadelle, dont treize moines, se virent garantir une évacuation gratuite. Toutefois, sur ordre de l'amiral des Gueux de mer, M. de Lumey de la Marck, ils sont capturés et pendus. Ulenspiegel défend les moines devant l'amiral, se réfère à la parole des soldats comme à une « parole d'or » et à l'ordre de Guillaume d'Orange d'observer la liberté de conscience et de religion et d'épargner les prêtres et religieux innocents. Mais de Lumey est fâché contre l'insoumission de Thyl (« Je ne lèche point les bottines des seigneurs ») et le condamne à mort par pendaison. Nele lui sauve la vie en utilisant une vieille coutume de la ville selon laquelle une célibataire peut sauver un condamné de la corde si elle l'épouse sous la potence. Ils se marient et combattent ensemble, dans une éternelle jeunesse sans vieillir, avec les Gueux de mer de la houlque du capitaine Très-Long, La Briele, en tant que « vengeurs de Flandre » : Thyl à l'épée, Nele en siffleur de la liberté. Ils encouragent les marins avec des chants de bataille contre les Espagnols et les Inquisiteurs. Après que Bouwen Ewoutsen Worst a remplacé Lumey, impitoyable sur les questions de liberté religieuse, en tant qu'amiral, Ulenspiegel devient capitaine de la La Briele. Lamme est nommé maître queux et donc seigneur de son royaume culinaire. Ils réquisitionnent de la nourriture aux paysans qui ont trahi les Gueux. Pendant le siège de Flessingue, Nele et Thyl ingèrent une poudre de rêve et ont une vision apocalyptique d'une horrible lutte de la mort et de sept spectres survolant le peuple dans un navire rouge tandis que les « sept couronnés d’étoiles » demandent « Pitié pour le pauvre monde ! ».

### Livre V
L'action se déroule après l'éclatement de la Ligue des dix-sept provinces : en 1579, certaines provinces du sud, majoritairement francophones, s'unissent pour former l'Union catholique d'Arras, restée sous domination espagnole, tandis que les provinces du nord, avec une population à prédominance calviniste, forme l'Union d'Utrecht, continue à s'opposer à l'Espagne et en 1581 se déclare « République des Sept Pays-Bas Unis ».

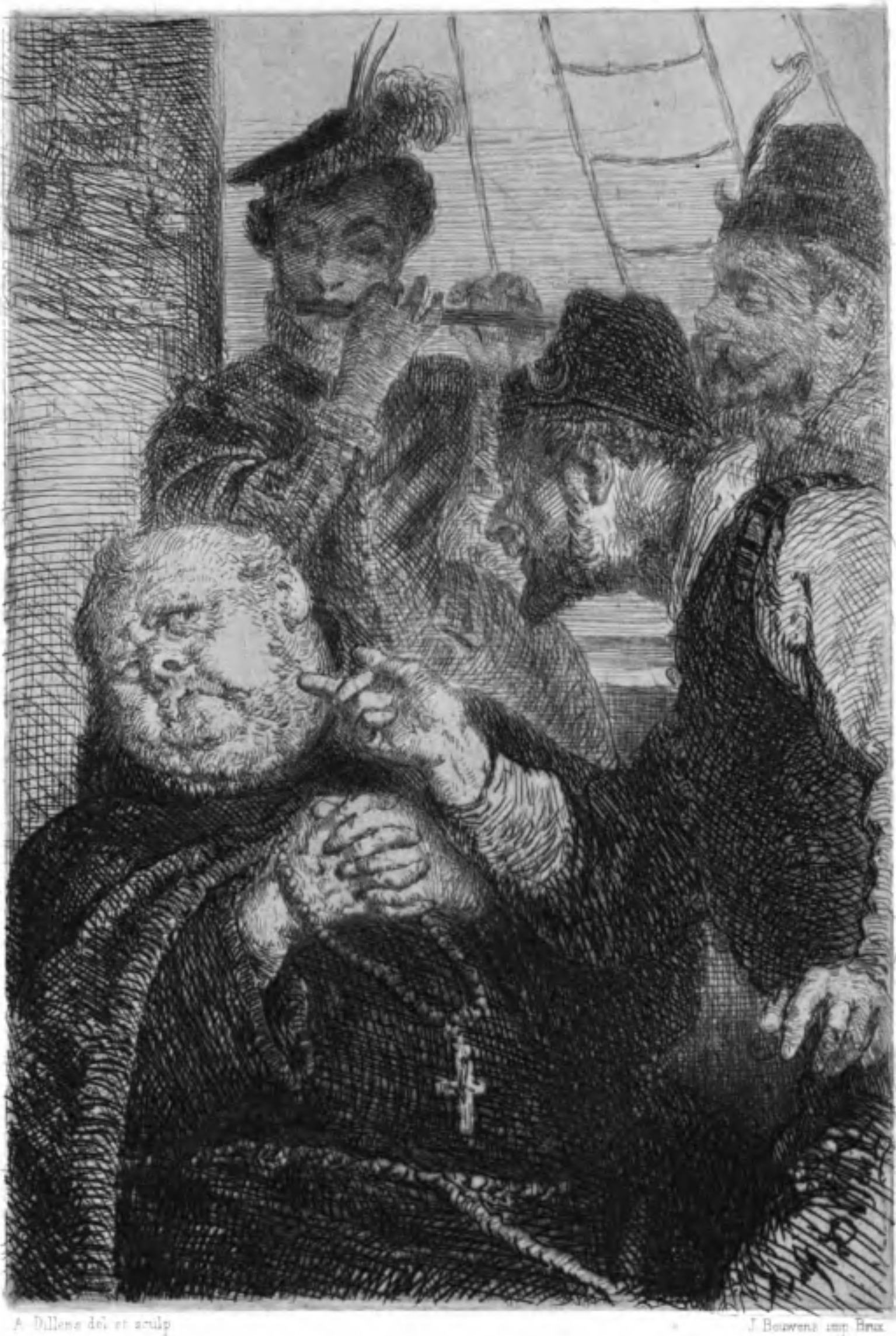
Thyl, Nele et Lamme se moquant du moine capturé Broer Cornelis (Adolf Dillens)

Le cinquième livre commence par des voix controversées sur les tensions entre les provinces, puis montre l'hostilité sectaire sur le navire d'Ulenspiegel dans le sermon haineux d'un moine captif et dans ses railleries par le mendiant et leur demande d'exécution. Cette situation éclaire la situation privée de Lamme et de son épouse Calleken Huybrechts. Elle, avec d'autres filles et femmes, est tombée sous l'influence du moine Broer Cornelis Adriaensen, qui leur a promis le bonheur éternel par la séparation d'avec leurs maris et l'abstinence sexuelle. Afin d'expier leurs péchés, elles ont été interrogées par lui sur leur vie antérieure et fouettées nues. Cependant, Calleken n'a pas respecté le commandement de la séparation et a continué à observer Lamme sans se faire remarquer. Maintenant, il s'avère que le moine attrapé et engraissé est ce Broer Cornelis. Calleken, guérie de son erreur, retourne auprès de son mari. Les deux disent au revoir à Thyl, Nele et les Gueux et se rendent à Flessingue, où ils veulent revivre ensemble des plaisirs terrestres.
À la fin du roman, Thyl et Nele, l'esprit et l'amour des Flandres, surveillent les champs de bataille depuis une tour, guettant les attaques espagnoles contre les États généraux. Grâce au baume magique de Nele, les deux ont une vision apocalyptique dans laquelle les sept anciens péchés capitaux sont brûlés et remplacés par sept nouvelles vertus : Orgueil devient Fierté noble, Avarice devient Économie, Colère devient Vivacité, Gourmandise devient Appétit, Envie devient Émulation, Paresse devient Rêverie des poètes et des sages, tandis que Luxure est changée en Amour. L'énigme de la ceinture magique est également résolue : c'est le lien fédéral, l'amitié entre la Belgique et les Pays-Bas. Thyl ne se réveille pas de cette vision au début et est rapidement mis en terre par un prêtre catholique qui s'exclame joyeusement : « Le grand Gueux est mort, Dieu soit loué ! ». Mais Thyl sort de terre et dit : « Inquisiteur !, tu me mets en terre tout vif pendant mon sommeil. […] Est-ce qu’on enterre Ulenspiegel, l’esprit, Nele, le cœur de la mère Flandre ? Elle aussi peut dormir, mais mourir, non ! » Le prêtre s'enfuit paniqué : « Le grand Gueux revient en ce monde. Seigneur Dieu ! prenez mon âme. ». Ulenspiegel part avec Nele et chante une sixième chanson, « mais nul ne sait où il chanta la dernière. »

## Style

### Folklore
Dans son livre, De Coster fait un large usage d'éléments folkloriques (proverbes, dictons ou paraboles), ainsi que des techniques empruntées à la littérature populaire : comparaisons, répétitions, énigmes, prose rythmique. Le livre montre l'influence de la peinture classique des Pays-Bas, dépeignant les joies simples de la vie et du folklore. Boris Pourichev (ru) note en particulier l'écho des images associées à Lamme Goedzak et des peintures d'anciens maîtres flamands :

« Des tas de nourriture, toutes ces saucisses diverses, du vin, de la bière, des tartes, du jambon gras, ou des alouettes parfumées sont décrits par De Coster à la manière des magnifiques natures mortes de Snyders. En peignant des intérieurs de cours et des tavernes avec leur scènes de joies et de chamailleries débridées, De Coster utilise largement les toiles de Teniers et de Van Ostade, et, il faut lui rendre justice, il atteint le niveau de ses professeurs. »

Toujours selon Pourichev, les épisodes mystiques du livre, qui sont largement liés à l'image de Kathleen, évoquent d'autres maîtres flamands : les sombres et fantasmagoriques Bosch et Brueghel.

### Langue
Le livre est écrit dans un français exubérant et archaïsant, lardé de termes et d'expressions en néerlandais (notamment quand il est question des plaisirs de la bouche, tels les dobbel-kuyt, heete-koeken, dobbele knollaert, koeckebacken, choesels, olie-koekjes) :
- 'T is van te beven de klinkaert. (Il est temps de faire grincer les verres.)
- Slaet op den trommele van dirre dom deyne, Slaet op den trommele van dirre doum, doum. Battez le tambour! van dire dom deyne, Battez le tambour de guerre.
- Gros homme, disait Lamme, entrant en rage; je suis Lamme Goedzak, tu es Broer Dikzak, Vetzak, Leugenzak, Slokkenzak, Wulpszak, le frère grossac, sac à graisse, sac à mensonge, sac à empiffrement, sac à luxure.
- Met raedt / En daedt; / Met doodt / En bloodt. / Alliance de conseil / Et d'action, / De mort / Et de sang

## Genres

### Hétéroclisme
Dans son livre, De Coster fait s'alterner de nombreux contes amusants et des passages beaucoup plus sérieux, comme des représentations graphiques de tortures par l'Inquisition ou des autodafés.
Bien que la Légende d'Ulenspiegel soit souvent qualifiée de roman, ce qui s'applique dans la critique littéraire moderne à toute œuvre de grande envergure, il lui manque les caractéristiques de ce genre : un centre d'événements et une intrigue harmonieuse. En même temps, l'œuvre contient certains traits d'un roman picaresque et historique, ainsi qu'une épopée. Le protagoniste de la Légende est immortel, en tant que personnage folklorique qui lui a servi de prototype, et n'affecte pas directement le cours des événements historiques qui constituent l'arrière-plan du livre.
I. N. Pojarova définit La Légende comme « un livre épique, un livre de poèmes ». Racontant des dizaines de destins, le livre est par définition hétéroclite dans le style, il allie réalisme et symbolisme romantique. Comme Gargantua et Pantagruel de Rabelais, la Légende alterne romans de fabliaux comiques, journalisme, épisodes dramatiques voire tragiques.

### Éléments fantastiques
Alors que la plus grande partie du livre est posée dans le contexte historique concret de la société du XVIe siècle, souvent dépeinte dans ses aspects les plus terrestres et les plus grivois, l'intrigue comprend certains aspects fantastiques. Durant sa petite enfance, Thyl a besoin d'une nourrice, car sa mère est incapable de le nourrir. Ce service est fourni par une voisine qui se trouve être une sorcière dotée de pouvoirs magiques réels et manifestes : une sorcière blanche qui n'utilise jamais ses pouvoirs pour nuire aux autres. La fille de la sorcière, Nele, la contemporaine de Thyl qui deviendra sa bien-aimée et finalement sa femme, partage les pouvoirs de sa mère. La principale opération magique décrite dans le livre est la capacité de s'engager dans des voyages astraux. Nele est capable d'écouter comme par magie une conversation très privée entre l'empereur Charles Quint et son fils et héritier Philippe II ; elle peut monter au Ciel et voir le jugement porté sur les âmes du père de Thyl, Claes, brûlé par l'Inquisition, et de l'empereur Charles Quint qui mourut le même jour d'avoir trop mangé ; et plus tard, Nele demande à Thyl de l'accompagner dans des voyages vers des royaumes magiques où ils voient divers êtres fantastiques et ont des visions allégoriques (qui transmettent en fait les idées politiques de De Coster).
Il est à noter que dans le ciel décrit dans le livre, la Vierge Marie tient un rôle majeur, assise à côté de son fils Jésus alors qu'il porte un jugement sur les âmes des personnes récemment décédées, et essayant de tempérer sa sévérité avec sa pitié et compassion. Cela s'accorde avec le rôle donné à Marie dans la théologie catholique, alors que les protestants ont eu tendance à grandement diminuer son importance. Pourtant, ironiquement, dans ce paradis catholique, l'hérétique protestant Claes est accueilli et va au paradis, tandis que l'empereur très catholique est condamné à l'enfer (sa punition étant ressentir la douleur des victimes de l'Inquisition).

### Éléments de polar
Incorporés dans le livre se trouvent plusieurs chapitres constituant, en fait, une enquête pour meurtre, une forme littéraire qui n'est pas encore reconnue comme un genre distinct au moment de la rédaction. Damme, la ville natale de Thyl Ulenspiegel, est terrorisée par ce qui semble être un loup-garou déchaîné. Les personnes qui sortent la nuit, en particulier les jeunes femmes, mais aussi d'autres personnes de tous âges et de tous sexes, sont découvertes le matin avec le cou brisé, portant la marque évidente de la morsure d'un loup.
Apprenant la nouvelle, Ulenspiegel fait une pause dans sa lutte contre l'occupant espagnol, déterminé à débarrasser Damme de ce terrible péril. Avec peu de sa manière habituelle de plaisanter, il se promène, mortellement sérieux, visitant des scènes de crime et rassemblant des preuves. Anticipant en fait certaines des méthodes qui seront utilisées par Sherlock Holmes quelques décennies plus tard, Ulenspiegel résout rapidement le mystère. Alors que dans d'autres parties du livre, les êtres surnaturels sont réels et manifestes, ici l'histoire du loup-garou s'avère être simplement un hareng rouge planté par un meurtrier complètement banal : un boulanger respectable le jour qui se mue en un tueur en série dérangé la nuit.
La solution de cette sombre affaire précipite une plongée dans des mystères plus anciens non résolus, parmi lesquels celui entourant la naissance de Nele, la bien-aimée d'Ulenspiegel. Comme sa mère n'a jamais révélé l'identité du père, et que la mère était largement réputée pour être une sorcière, les ragots malveillants ont souvent cru que la pauvre Nele avait été engendrée par un démon. Ici aussi, l'histoire vraie s'avère complètement banale, et plutôt sordide.

## Éditions
La première édition de La Légende est publiée le 31 décembre 1867 : remplie d'erreurs typographiques, elle ne contenait pas toutes les illustrations disponibles. La deuxième édition, en 1869, est venue rectifier cela.
La Légende a été activement traduite du français vers d'autres langues, surtout à partir de 1914, lorsque la Belgique est devenue l'un des premiers pays envahis par les troupes du Kaiser, ce qui a suscité la sympathie dans le monde pour la lutte nationale de ses habitants (voir Viol de la Belgique).

## Illustrations
Le livre de De Coster a été illustré à plusieurs reprises au cours de l'histoire de l'édition.
La première édition de 1867 était ornée de quatorze planches de divers artistes : Louis Artan, Paul Clays, Charles de Groux, Adolphe-Alexandre Dillens, Henri Joseph Duwée (d), Félicien Rops, Rik Schaefels, Edmond De Schampheleer, Eugène Smits et Camille Van Camp.
Divers artistes belges ont travaillé sur la deuxième édition, en 1869, qui compte 32 illustrations. En plus des artistes précités, on retrouve Léon Becker, Gustave Joseph Biot, Hippolyte Boulenger, Auguste Danse, Théodore Fourmois, Alfred Hubert (d), Louis Jaugey, Paul Lauters, Guillaume van der Hecht et Paul Van der Vin. Selon l'atmosphère des scènes individuelles du roman, les graphismes sont détaillés de manière réaliste, sombres et impressionnistes dans le style du romantisme noir ou romantiques comme des contes de fées.
Le livre a été un aimant pour les illustrateurs tout au long du XXe siècle, et d'autres éditions richement illustrées ont paru. Frans Masereel (Wolff Verlag, 1926) et Amédée Lynen (Lamertin, 1914), entre autres, se sont distingués à cet égard.

Mais on peut également citer Jules De Bruycker (1922), Flor De Raet (1950), Paul Klein (1964), Dmitri Bisti (ru) (1965), Vojtěch Tittelbach (cs) (1962), Otto Tittelbaum (1967) et Lucien Fontanarosa (1969). Les illustrations du xxe siècle sont exécutées dans des styles et avec des techniques diverses : caricatures, au trait épais pour Kurt Löb (nl), linogravures expressionnistes pour Masereel, ou dessins au trait fin dans le style du surréalisme ou du symbolisme pour de Bruycker.

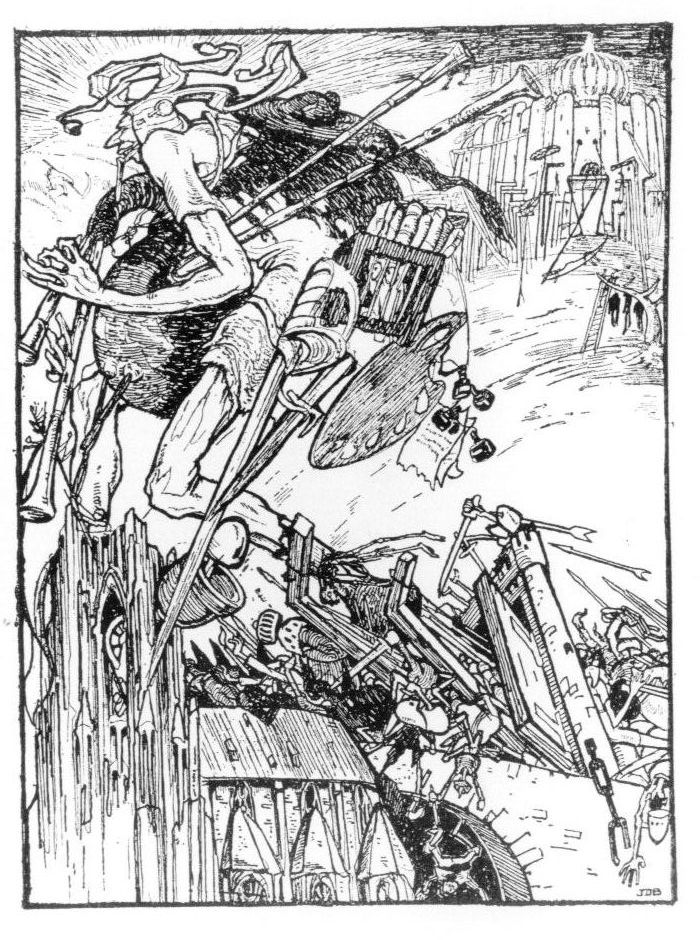
Illustration de Jules de Bruycker pour l'édition de 1922
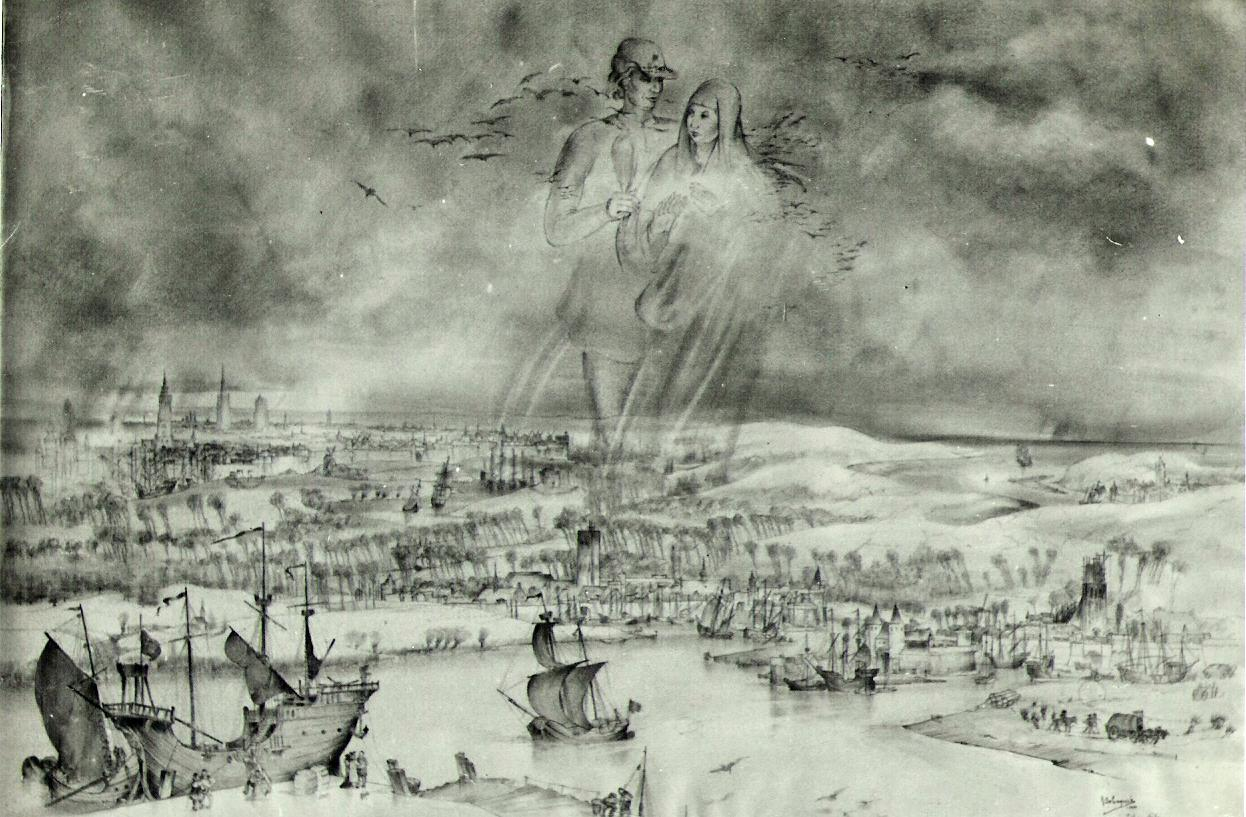
Thyl et Nele en Flandres, par René de Coninck
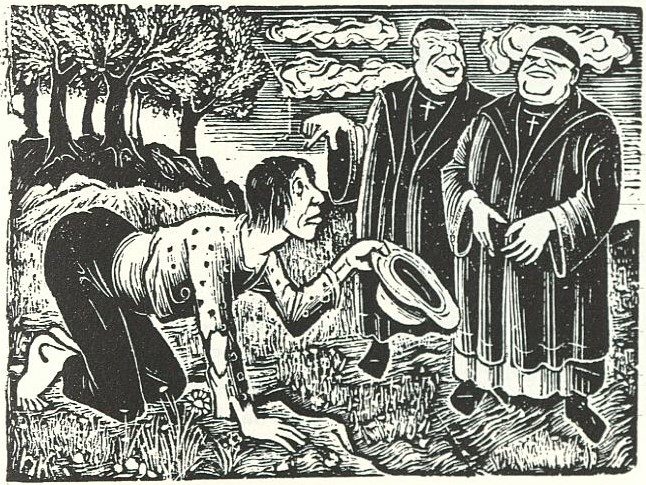
Tyll mit zwei als Prediger verkleideten Mordbuben, par Heinz Kiwitz (1930)
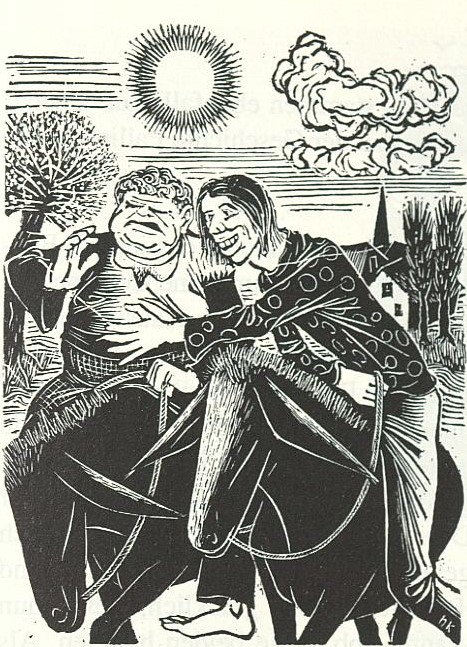
Tyll und Lamme Goedzak, par Heinz Kiwitz (1930)

## Réception critique

### En Belgique
La Légende d'Ulenspiegel de Charles de Coster est souvent désignée comme l'épopée nationale de la Belgique et le début de la littérature belge moderne, et a été comparée au meilleur de la littérature européenne.
Toutefois, elle est restée longtemps méconnue, ce qui s'est avéré gênant pour les principales forces politiques en Belgique. Le Parti catholique, arrivé au pouvoir en 1870 dans le sillage de la montée du nationalisme flamand, rejeta les sentiments anticléricaux qui constituaient l'une des principales lignes idéologiques de la Légende d'Ulenspiegel. En même temps, pour la bourgeoisie industrielle belge, vaincue en 1870, c'est le nationalisme flamand qui dérange dans le roman, alors propriété des milieux réactionnaires associés à l'Église. Les deux forces n'étaient pas non plus satisfaites de l'idée de l'auteur de la réunification des provinces néerlandaises, ce qui, d'un point de vue politique, signifierait la perte de la souveraineté belge à la suite de l'adhésion aux Pays-Bas. Les idées de justice sociale, conformes à l'idéologie des milieux petits-bourgeois avancés, leur étaient cachées par la structure inhabituelle de la Légende, qui dépassait l'art naturaliste des contemporains de De Coster. En conséquence, les premières éditions de la Légende sont sorties en petits tirages, étaient chères et ne se sont pas vendues. En Belgique, la renommée de De Coster n'est venue qu'après sa mort, grâce à l'influence de la revue La Jeune Belgique.

### Ailleurs
Cependant, en dehors de la Belgique, La Légende d'Ulenspiegel a presque immédiatement gagné en popularité. Le héros de la résistance de De Coster est devenu particulièrement populaire en Union soviétique, avec des traductions en onze langues nationales dans une édition de deux millions d'exemplaires.
Comme le montre le grand nombre de traductions, le roman a été bien accueilli par les Flamands, les Néerlandais, les Allemands et les Russes dans la période précédant la Première Guerre mondiale et jusqu'après la Seconde Guerre mondiale. La politisation d'Ulenspiegel, qui met sa malice au service d'une rébellion, est évidemment au centre de l'intérêt du lecteur, qui retrouve les velléités d'autonomie régionale voire les mouvements révolutionnaires antidictatoriaux typiques de cette époque. En RDA, ce sujet a été réutilisé, par exemple, par Christa et Gerhard Wolf (de).
Dans l'espace germanophone, dès la publication de la première traduction allemande, Arthur Holitscher demandait : « Où faut-il mettre ce livre ? Faut-il le comparer à Shakespeare et Dante ou à Dostoïevski et Hamsun ? Certainement l'un des dix volumes que vous voulez avoir avec vous si vous ne voulez pas trimballer toute la boîte de livres avec vous. »
Stefan Zweig a également qualifié le roman « d'œuvre inoubliable et immortelle ». « Comme l'Iliade primitive, puissante et incomparable au début de la littérature grecque, elle est donc unique et marquante en son temps. De Coster a consacré quinze ans à ce travail. Et c'est devenu un livre, un livre folklorique sans égal. »
Pour Alfred Döblin, l'œuvre de De Coster était l'un des meilleurs romans qu'il ait connus, et il plaçait même l'auteur au-dessus de Balzac, Flaubert, Tolstoï : « Ce merveilleux, très aimé le travail est révolu depuis longtemps, le niveau des produits d'art est passé à celui des chapbooks ».

## Citations
- « C'est la Bible flamande. C'est le livre patrial. » (Camille Lemonnier)[15]
- « C'est le premier livre où notre pays se retrouve. » (Émile Verhaeren)[16]
- « C'est depuis De Coster qu'il existe une littérature belge. » (Maurice Des Ombiaux)[17]
- « Pour leurs débuts, les lettres belges ont fait un coup de maître. Un journaliste, pauvre, obscur, a [...] édifié un monument qui rivalise avec le Don Quichotte et le Pantagruel. » (Romain Rolland)[18]

## Adaptations

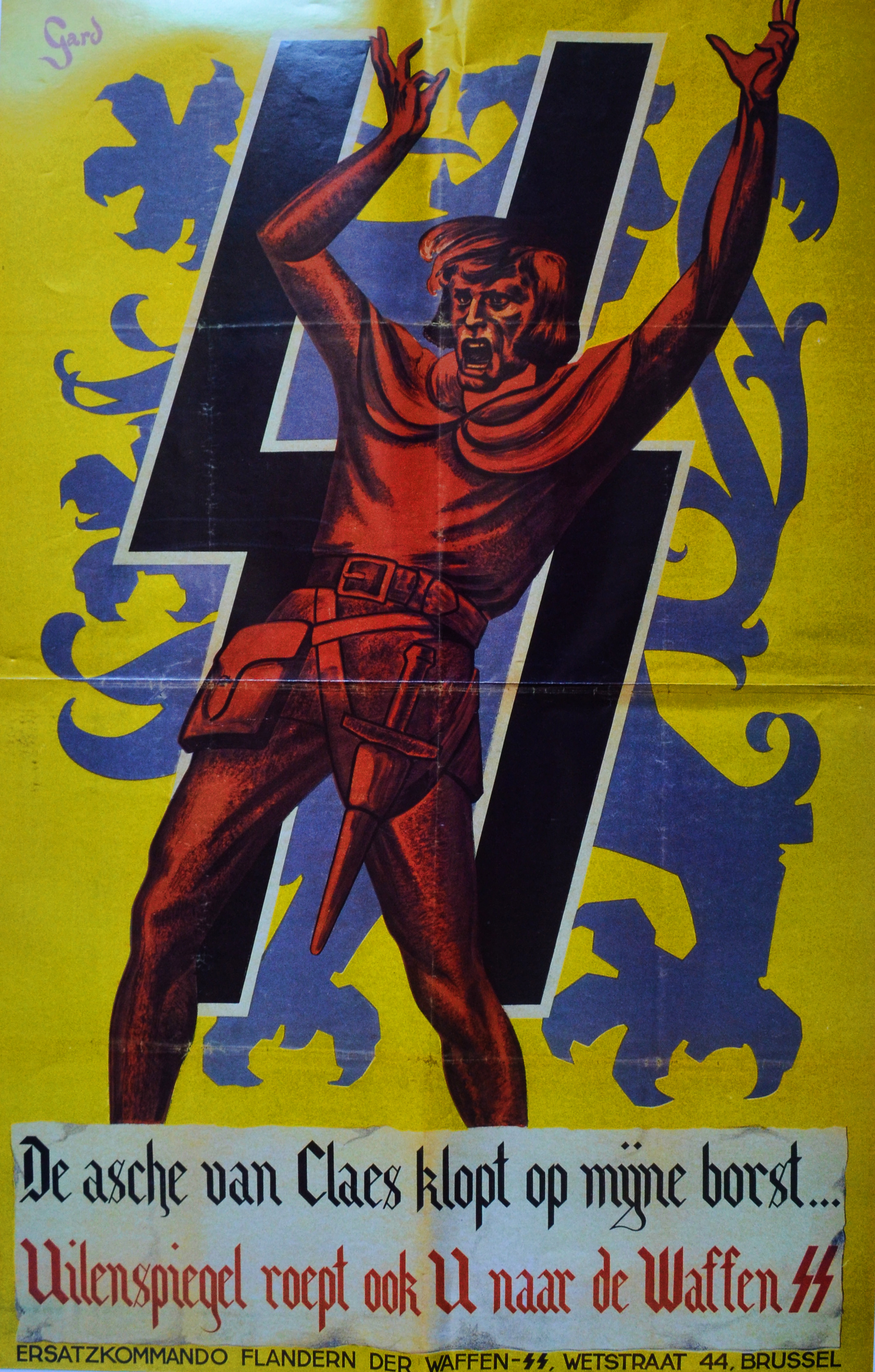
Affiche de propagande de la Légion flamande : « Les cendres de Claes battent dans ma poitrine... Ulenspiegel t'appelle aussi à la Waffen-SS ! »

### Bandes dessinées
Dans les années 1940, Ray Goossens a réalisé une bande dessinée sur Ulenspiegel et Lamme Goedzak.
Willy Vandersteen a dessiné deux albums de bandes dessinées sur Ulenspiegel, De Opstand der Geuzen (La rébellion des Gueux) et Fort Oranje (Fort Orange), tous deux dessinés dans un style réaliste et sérieux et prépubliés dans le magazine belge de bande dessinée Tintin entre 1952 et 1954. Ils ont été publiés sous forme d'album de bande dessinée en 1954 et 1955. Les histoires étaient dessinées dans un style réaliste et, dans certains cas, suivaient de très près le roman original, mais suivaient parfois davantage sa propre imagination.
L'artiste de bande dessinée néerlandais George Van Raemdonck a adapté le roman en bande dessinée en 1964.

### Adaptations cinématographiques
Un film basé sur le roman a été réalisé en 1956 par Joris Ivens et Gérard Philipe : Les Aventures de Till L'Espiègle.
Une série télévisée Tijl Uilenspiegel (nl) inspirée du roman a été réalisée en 20 épisodes par Lo Vermeulen (nl) et Karel Jeuninckx (nl) en 1961.
Un autre film a été tourné en URSS en 1976 par Alexandre Alov et Vladimir Naoumov : La Légende de Till l'Espiègle.

### Adaptations littéraires
Ulenspiegel est mentionné dans Le Maître et Marguerite de Mikhaïl Boulgakov comme prototype possible du personnage du chat noir Béhémoth.

### Adaptations musicales
Le compositeur allemand Walter Braunfels a adapté le roman de De Coster en 1910 pour son deuxième opéra, l'épopée wagnérienne Ulenspiegel (en), créé à Stuttgart le 4 novembre 1913 et repris en 2011 à Gera, en Thuringe, puis en 2014 à Zürich.
En 1940, Jan van Gilse adapte le roman de De Coster en un opéra, Thijl (nl), sur un livret de Hendrik Lindt.
Le compositeur suisse Wladimir Vogel a écrit un drame-oratorio en deux parties, Thyl Claes, dérivé du livre de De Coster (1941-42 et 1943-45).
Luigi Dallapiccola s'est inspiré du roman comme source d'inspiration pour son opéra Il Prigioniero (1949).
Le compositeur soviétique Nikolaï Karetnikov et son librettiste Pavel Lounguine ont adapté le roman de De Coster en opéra samizdat Till Eulenspiegel (en) (1983), qui a dû être enregistré morceau par morceau en secret et n'a reçu sa première (1993) qu'après l'effondrement de l'Union soviétique.

### Adaptations théâtrales
En 1958, le roman est adapté au théâtre par Jean-Claude Marrey pour le Théâtre national de Strasbourg.
En 1965, Hugo Claus adapte le roman au théâtre.
En 1973, l'écrivain russe Grigori Gorine écrit une pièce satirique adaptée de La Légende d'Ulenspiegel sous le titre Страсти по Тилю (Les Passions de Thyl). Les vers sont de Iouli Kim. La pièce est mise en scène par Mark Zakharov en 1974 sous le titre de Тиль (Thyl), et c'est sous ce titre qu'elle est publiée.

## Hommages

### Musée
Le Uilenspiegelmuseum (nl) est un musée situé à Damme entièrement consacré au personnage de Thyl Ulenspiegel.

### Sculpture
Une statue de Thyl et Nele (d) réalisée par Charles Samuel a été inaugurée à Knokke en 1894.
Depuis 1979, la ville de Damme abrite également un groupe sculptural en hommage à Thyl Ulenspiegel (d) de la main du sculpteur Jef Claerhout.